# Ukochany (film 1941)
Ukochany (cz. Roztomilý člověk) –  czeski czarno-biały film komediowy w reżyserii Martina Friča zrealizowany w 1941 w Protektoracie Czech i Moraw. Adaptacja powieści František Xavera Svobody pt. „Kašpárek”. 

## Obsada
- Oldřich Nový jako Viktor Bláha
- Ladislav Pešek jako Jan Valtera
- Nataša Gollová jako Polda Krušinová
- Lída Chválová jako Karla Hašková
- Theodor Pištěk jako Vitališ Hašek
- Ella Nollová jako babcia Hašková
- Raoul Schránil jako inż. Ivan Molenda
- Jaroslav Marvan jako dr Kouřil, adwokat
- František Filipovský jako Jaroslav Stárek
- Antonín Zacpal jako prof. Matoušek
- Svetla Svozilová jako żona prof. Matouška
- Zdeňka Baldová jako wdowa Malá
- Blažena Slavíčková jako Emilka
- Ferenc Futurista jako pan Fretka
- Marie Blazková jako kobieta
- Eva Svobodová jako siostra Valtery